# Шоломон Угарски
Шоломон Угарски или Соломон Угарски (1052 или 1053, по хроници Posoniense - 1087, Пула), био је угарски краљ од 1063. до 1081. године из династије Арпадовића. Отац му је био угарски краљ Андраш I, а мајка кијевска принцеза Анастазија Јарославна.
За престолонаследника га није признавао стриц Бела I. Када је Бела погинуо несрећним случајем, Шоломон је дошао на престо уз помоћ цара Светог римског царства, али је изгубио престо после пораза код Мођорода, од стране брата Гезе.
По предању, умро је у пећини у близини Пуле као пустињак, а постоји могућност да је убијен.
Септембра 1063. године, Шоломон се оженио Јудитом Маријом, чији је отац био Хајнрих IV, цар Светог римског царства, и са Јудитом Маријом је Шоломон имао само једну кћерку Софију.

## Младост и ступање на престо
Још као млад, 1060. године, морао је да бежи у Свето римско царство, због тога што му је стриц Бела свргнуо оца, али, када је Бела погинуо 1063. године, Шоломон се уз помоћ немачке војске вратио у Угарску и освојио власт. Шоломон је због те помоћи морао признати цара Светог римског царства за свог сувереног.

## Стање у држави
За време Шоломонове владавине сиромашни слободњаци су пали у горко искушење: или ће се помирити са својом судбином, да буду кметови, или као беспризорни бежати ка граничним подручјима, у којима још није успостављен феудални поредак. Онај, ко је прихватио службу код неког бискупа, опата или евентуално световног феудалца, од своје пређашње слободе је могао очувати све у свему да је могао да бира свог феудалног господара („може служити тамо где хоће и ономе коме хоће“ – тако су одређивале ово право повеље о ослобађању слуга). За велику већину, очигледно, није било другог излаза осим да буду кметови. Многи су се, ипак, тешко мирили са судбином и покушавали да побегну од неминовне невоље.
Сељаци, наоружани ланцима, копљима, вилама тукли су се с немачким најамничким ритерима, али су те побуне после Шоломоновог слома, угушене.
Ове промене се нису могле избећи и феудализам је победио.

## Рат против Кумана и Печењеза
Године 1065. избило је на Балканско полуострво још једно ново племе. То су били Кумани, или по руском Половци, племенски сродници Хуна и Авара. Они су избили на Балкан за Печењезима, а потискивани од Руса. Њихова појава, 60.000 на број, значила је читав ужас. Они су као поплава прелили читаву Бугарску и допрли чак до Цариграда, Солуна и Хеладе, а да им грчка војска није нигде ставила озбиљан отпор. Кумане је, углавном, уништило то, што су се разлили сувише далеко, па су онда страдали као појединачне групе.
Кумани су преплавили и Угарску, али ту су били много повезанији и јачи па су се одржали.
Након напада Печењеза на угарске територије, Шоломон је кренуо у напад на византијску територију, где је где је мислио да београдски намесник помаже Печењезима. Шоломон је ту однео победу, код Керлеша 1068. године, па је чак током 1071./1072. године држао у својој власти Београд.
Хроника Posoniense бележи да је Соломон напао територију Бугарске 1072. године. Овај спор са Византијом је решен споразумом 1074. године.

## Пад с власти
Иако је краљ Шоломон склопио мир са својим братом од стрица, Гезом, односи између њих су се погоршали 1074. године и избила је побуна. Хроника Posoniense бележи да је између њих дошло до сукоба још 1071. године.
У борби с Гезом, подстицаним од Византије, Шоломон је поражен код Мођорода, августа 1074. године и према извору Gesta Hungarorum побегао је у Мосунијум (Мосон), пре него што се склонио у манастиру Адмонт у Штајерској, док је своје богатство преместио у цркву Фрајзинг 26. новембра 1074. године.
Хроника Posoniense бележи да је тада Шоломон и свргнут.
После овог бега у Аустрију, Шоломон не престаје да влада западном угарском, али му је престолница морала бити Пожун.
Шоломон се враћа у Угарску 1077. године, када је Геза умро и када је Ладислав, Гезин рођени брат, дошао на власт. Убрзо је дошло до Шоломоновог заробљавања у Вишеградској кули, али је 1083. године некако побегао одатле у Регенсбург.
Шоломон је потом поново напао Угарску у савезу са Печењезима из Молдавије, али је поражен.

## Смрт
По извору Annalista Saxo Шоломон је убијен борби на византијској територији 1087. године, али је у Gesta Hungarorum записана другачија верзија његове смрти; Ту се наводи да се Шоломон повукао у Пулу на Јадрану, где је живео у потпуном сиромаштву, али без своје супруге, која га је избегавала.

## Породично стабло
|  |                           |  |  |  |  |  |  |  |  |  |  |  |  |  |  |  |
|  | 16. Такшоњ                |  |  |  |  |  |  |  |  |  |  |  |  |  |  |  |
|  |                           |  |  |  |  |  |  |  |  |  |  |  |  |  |  |  |
|  |                           |  |  |  |  |  |  |  |  |  |  |  |  |  |  |  |
|  | 8. Михаљ Угарски          |  |  |  |  |  |  |  |  |  |  |  |  |  |  |  |
|  |                           |  |  |  |  |  |  |  |  |  |  |  |  |  |  |  |
|  |                           |  |  |  |  |  |  |  |  |  |  |  |  |  |  |  |
|  | 4. Вазул                  |  |  |  |  |  |  |  |  |  |  |  |  |  |  |  |
|  |                           |  |  |  |  |  |  |  |  |  |  |  |  |  |  |  |
|  |                           |  |  |  |  |  |  |  |  |  |  |  |  |  |  |  |
|  | 2. Андраш I               |  |  |  |  |  |  |  |  |  |  |  |  |  |  |  |
|  |                           |  |  |  |  |  |  |  |  |  |  |  |  |  |  |  |
|  |                           |  |  |  |  |  |  |  |  |  |  |  |  |  |  |  |
|  | 1. Шоломон Угарски        |  |  |  |  |  |  |  |  |  |  |  |  |  |  |  |
|  |                           |  |  |  |  |  |  |  |  |  |  |  |  |  |  |  |
|  |                           |  |  |  |  |  |  |  |  |  |  |  |  |  |  |  |
|  | 24. Свјатослав I Кијевски |  |  |  |  |  |  |  |  |  |  |  |  |  |  |  |
|  |                           |  |  |  |  |  |  |  |  |  |  |  |  |  |  |  |
|  |                           |  |  |  |  |  |  |  |  |  |  |  |  |  |  |  |
|  | 12. Владимир I Велики     |  |  |  |  |  |  |  |  |  |  |  |  |  |  |  |
|  |                           |  |  |  |  |  |  |  |  |  |  |  |  |  |  |  |
|  |                           |  |  |  |  |  |  |  |  |  |  |  |  |  |  |  |
|  | 25. Малуша                |  |  |  |  |  |  |  |  |  |  |  |  |  |  |  |
|  |                           |  |  |  |  |  |  |  |  |  |  |  |  |  |  |  |
|  |                           |  |  |  |  |  |  |  |  |  |  |  |  |  |  |  |
|  | 6. Јарослав Мудри         |  |  |  |  |  |  |  |  |  |  |  |  |  |  |  |
|  |                           |  |  |  |  |  |  |  |  |  |  |  |  |  |  |  |
|  |                           |  |  |  |  |  |  |  |  |  |  |  |  |  |  |  |
|  | 26. Рогволод              |  |  |  |  |  |  |  |  |  |  |  |  |  |  |  |
|  |                           |  |  |  |  |  |  |  |  |  |  |  |  |  |  |  |
|  |                           |  |  |  |  |  |  |  |  |  |  |  |  |  |  |  |
|  | 13. Рогнеда од Полоцка    |  |  |  |  |  |  |  |  |  |  |  |  |  |  |  |
|  |                           |  |  |  |  |  |  |  |  |  |  |  |  |  |  |  |
|  |                           |  |  |  |  |  |  |  |  |  |  |  |  |  |  |  |
|  | 3. Анастазија Јарославна  |  |  |  |  |  |  |  |  |  |  |  |  |  |  |  |
|  |                           |  |  |  |  |  |  |  |  |  |  |  |  |  |  |  |
|  |                           |  |  |  |  |  |  |  |  |  |  |  |  |  |  |  |
|  | 28. Ерик Победнички       |  |  |  |  |  |  |  |  |  |  |  |  |  |  |  |
|  |                           |  |  |  |  |  |  |  |  |  |  |  |  |  |  |  |
|  |                           |  |  |  |  |  |  |  |  |  |  |  |  |  |  |  |
|  | 14. Олаф Шетконунг        |  |  |  |  |  |  |  |  |  |  |  |  |  |  |  |
|  |                           |  |  |  |  |  |  |  |  |  |  |  |  |  |  |  |
|  |                           |  |  |  |  |  |  |  |  |  |  |  |  |  |  |  |
|  | 7. Ингегерд Олофсдотер    |  |  |  |  |  |  |  |  |  |  |  |  |  |  |  |
|  |                           |  |  |  |  |  |  |  |  |  |  |  |  |  |  |  |
|  |                           |  |  |  |  |  |  |  |  |  |  |  |  |  |  |  |